# Grilli (Gavorrano)
Grilli è una frazione del comune italiano di Gavorrano, nella provincia di Grosseto, in Toscana.

## Geografia fisica
Il paese è situato all'estremità sud-orientale del territorio comunale e dista circa 10 km da Gavorrano.
Si sviluppa in pianura lungo la vecchia via Aurelia, a metà strada come punto di incontro tra le frazioni collinari di Giuncarico a est e Caldana a ovest. Inoltre, essendo collocata al confine con il comune di Castiglione della Pescaia, dista solamente 4 km dal centro etrusco di Vetulonia.

## Storia
Il borgo è nato a metà del XIX secolo in una piana al centro di alcune tenute agricole, come quelle del Lupo o di Vacchereccia, come un piccolo insediamento industriale. Qui sorgeva il grande pastificio Grilli, dell'omonima famiglia, importante attività economica del territorio che contribuì allo sviluppo della frazione, segnandone il toponimo.
Grilli si presenta come un paese agricolo dotato di servizi commerciali, impianti sportivi, scuole e una chiesa. Alcune fornaci dello storico stabilimento, e la grande villa padronale-aziendale, sono ancora presenti e inglobati tra gli edifici moderni della frazione.

## Monumenti e luoghi d'interesse

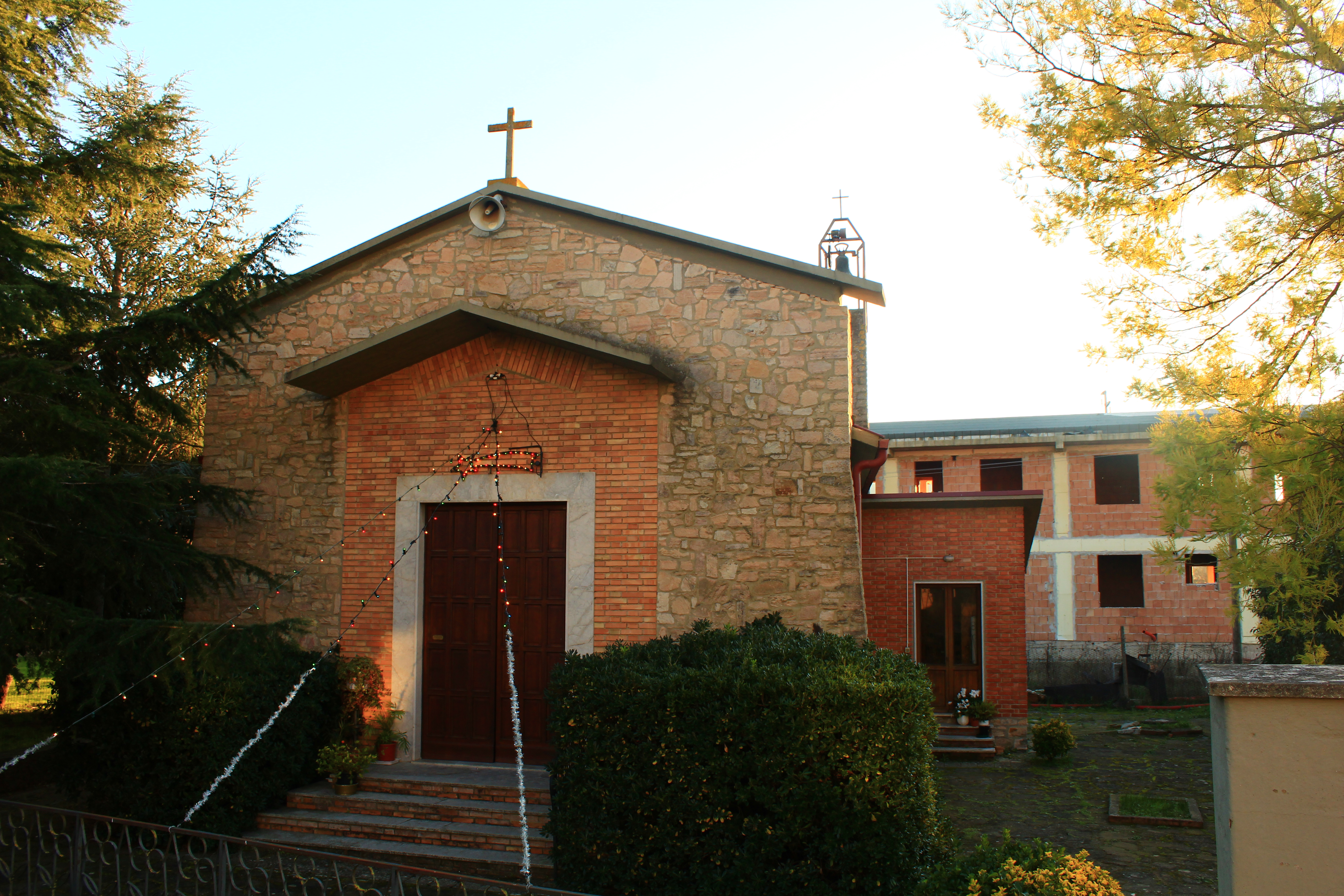
La chiesa di Santa Rita da Cascia

### Architetture religiose
- Chiesa di Santa Rita da Cascia, principale edificio di culto della frazione, si presenta come un moderno edificio con facciata a capanna. La chiesa è stata consacrata l'11 ottobre 1969 da monsignor Primo Gasbarri ed è dipendente dalla parrocchia di San Biagio di Caldana.[2][3]

- Cappella del Lupo, cappella gentilizia situata presso la fattoria ottocentesca del Lupo.

### Architetture civili
- Fattoria del Lupo, situata lungo la vecchia Aurelia a metà strada tra il paese e Giuncarico, risale alla metà del XIX secolo. Particolarmente interessante è la grande villa padronale, ampliata agli inizi del XX secolo con l'aggiunta di una torre a tre piani addossata all'angolo nord-ovest dell'edificio con decorazione floreale a fascia.[4] Sono inoltre ancora presenti la vecchia cisterna e due casali coevi tipologicamente simili.

- Casello idraulico del Lupo, situato lungo la vecchia Aurelia di fronte alla fattoria del Lupo, risale al 1904 ed era utilizzato per controllare le acque del vicino torrente Sovata durante i lavori di bonifica. Negli anni settanta ha subito delle ristrutturazioni che hanno in parte modificato l'aspetto originario.[5] Interessante anche l'annesso coevo posto di fronte all'edificio, a forma ottagonale con parte centrale del tetto rialzata su otto archetti in laterizio.[6]

- Casale di Poggio Gobbo, casale risalente ai primi del Novecento, presenta caratteristiche tipologiche simili a quelle di altri edifici coevi che facevano parte della azienda agricola Morgan, compresa la fattoria del Lupo[7].

### Siti archeologici
- Tomba etrusca risalente al VII secolo a.C., rinvenuta nei pressi del paese da un'équipe dell'Università di Firenze nel maggio 2012, dipendente dal già noto sito di San Germano, necropoli posta a pochi chilometri a nord dell'abitato. Si tratta di una tomba di circa 20 metri, composta da corridoio, vestibolo e camera funeraria con pilastro centrale. All'interno sono stati rinvenuti materiali sia del periodo orientalizzante sia di quello arcaico, oltre a ceramica greca, e questo fa credere che la struttura sia stata utilizzata per più secoli, fino al III secolo circa. Ciò la rende differente dalle altre tipologie di tombe rinvenute nell'intero territorio di Gavorrano[8].

## Società

### Evoluzione demografica
Quella che segue è l'evoluzione demografica della frazione del Grilli.
| Anno | Abitanti |
| ---- | -------- |
| 1961 | 161      |
| 1981 | 208      |
| 2001 | 268      |
| 2011 | 252      |